# Georg I. (Großbritannien)

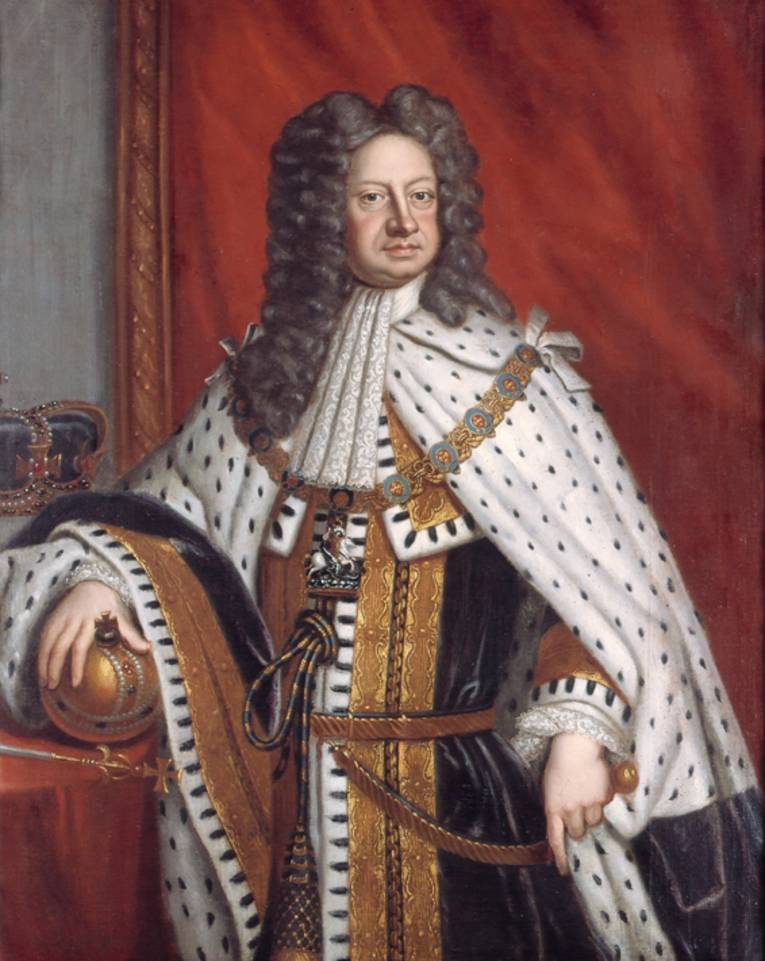
Georg I. im Krönungsornat (Porträt von Godfrey Kneller, 1714)

Georg I. (* 28. Maijul. / 7. Juni 1660greg. als Herzog Georg Ludwig von Braunschweig-Lüneburg im Leineschloss, Hannover, Fürstentum Calenberg; † 11. Junijul. / 22. Juni 1727greg. im Schloss Osnabrück, Hochstift Osnabrück; englisch George I) war ein Monarch aus der Dynastie der Welfen.
Ab 1698 regierte er als Kurfürst Georg Ludwig das Kurfürstentum Braunschweig-Lüneburg (auch Kurfürstentum Hannover oder Kurhannover) und bekleidete das Amt des Erzbannerträgers, später das des Erzschatzmeisters des Heiligen Römischen Reiches. Aufgrund der Bestimmungen des Act of Settlement, welcher die Grundlage der protestantischen Thronfolge schuf, wurde er 1714 als George I König von Großbritannien. Damit begründete er das in Großbritannien bis 1901 regierende Haus Hannover sowie die bis 1837 bestehende Personalunion zwischen Großbritannien und Hannover.
Ragnhild Hattons Forschungen, die immer noch weitgehend Gültigkeit besitzen, haben zu der Einsicht geführt, dass Georgs Politik durchaus vorteilhaft für Großbritannien war: Er söhnte das Königreich mit den Vereinigten Niederlanden und den Habsburgern aus, nachdem die Briten zuvor bereits einen Separatfrieden mit Frankreich geschlossen hatten. Des Weiteren trug er erheblich zur Stabilisierung der politischen Verhältnisse im Königreich bei. Gleichzeitig verschoben sich während der Herrschaft Georgs I. die politischen Machtverhältnisse in Großbritannien endgültig von der Krone zugunsten der Regierung und des Parlaments.

## Frühe Jahre

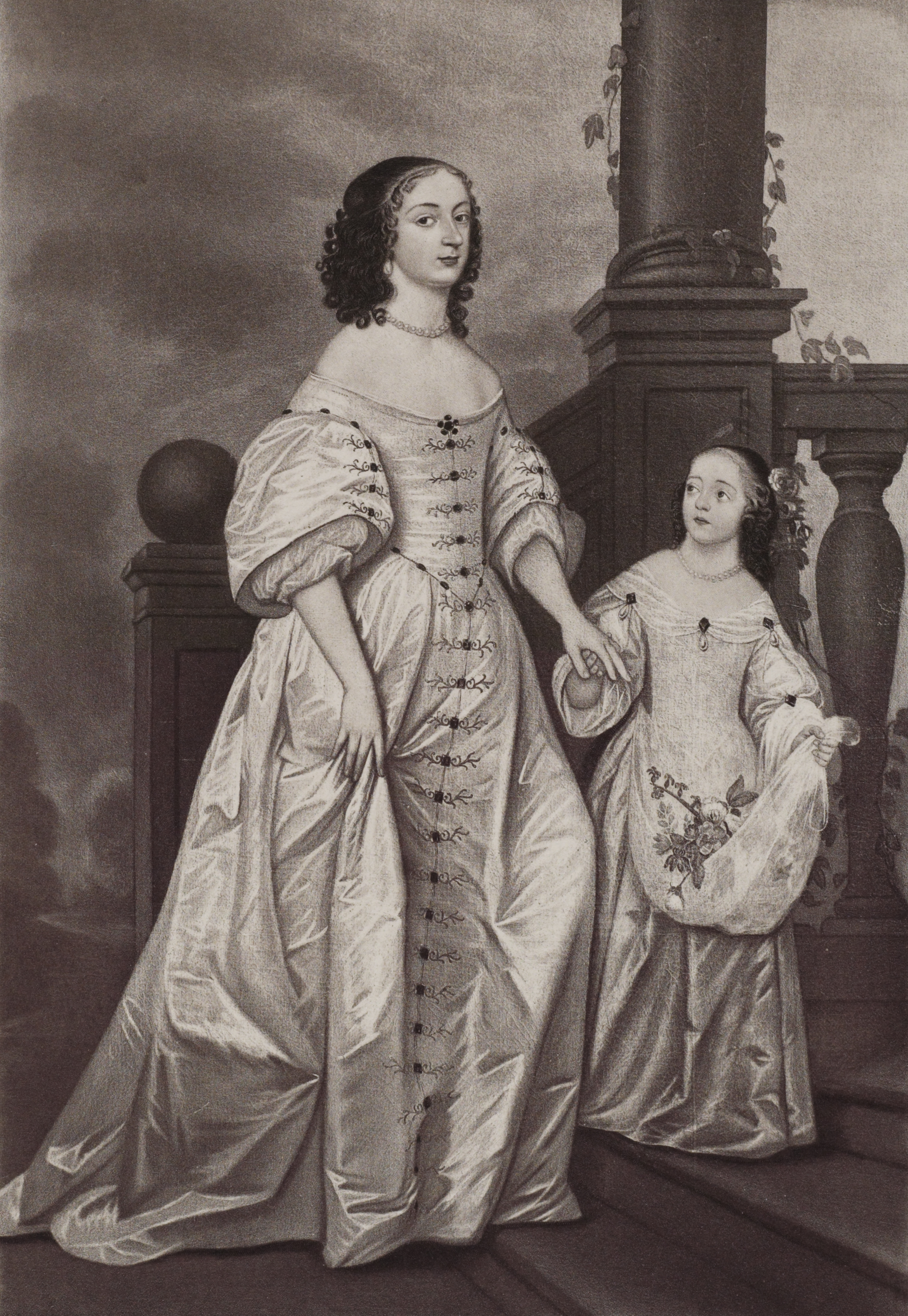
Sophie von der Pfalz mit ihrer Tochter Sophie Charlotte

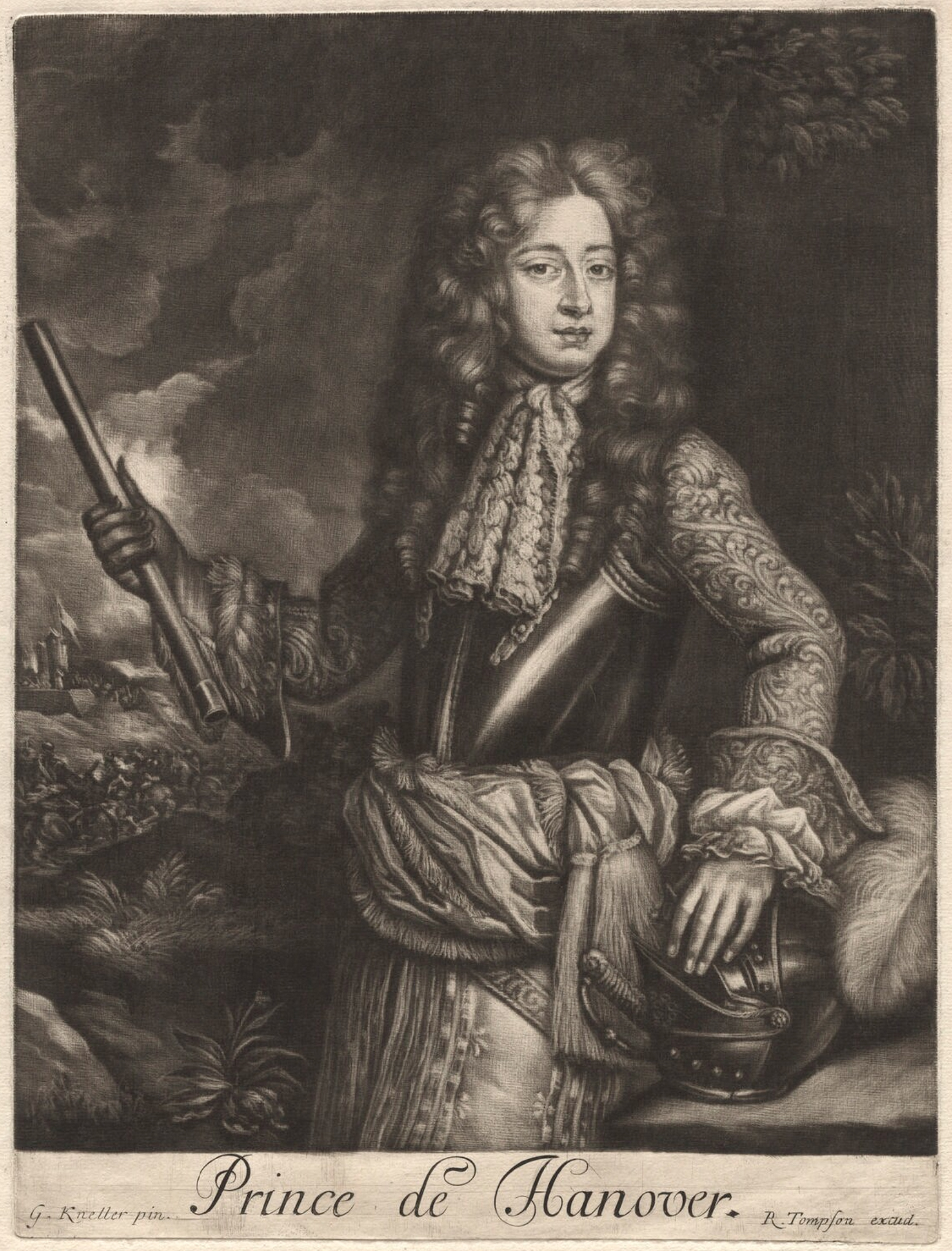
Georg Ludwig als Offizier (um 1680)

Georg Ludwig von Braunschweig-Lüneburg wurde am 28. Mai 1660 im Leineschloss zu Hannover geboren und war der älteste Sohn aus der Ehe des Welfenprinzen Ernst August von Braunschweig-Calenberg mit Sophie von der Pfalz. Sein Vater war der jüngste von vier Brüdern und zunächst ohne Aussicht auf Herrscherwürde und Herzogstitel, die Mutter, Tochter von Pfalzgraf Friedrich und Elisabeth Stuart, war eine Enkelin des englischen Königs Jakob I. aus dem Haus Stuart. Zur Verbindung welfischer und pfälzischer Tradition erhielt der Neugeborene den Doppelnamen Georg Ludwig (George Louis).
Im Jahr 1661 wurde Ernst August das Amt des Fürstbischofs von Osnabrück übertragen und die Familie residierte zunächst in Schloss Iburg, ab 1673 im neu erbauten Schloss Osnabrück. In den nächsten Jahren kamen in rascher Folge sechs weitere Geschwister hinzu. Entgegen dem Zeitgeist bestand Sophie von der Pfalz darauf, an der Erziehung und Entwicklung ihres Erstgeborenen mitzuwirken. Die hoch gebildete Mutter zeigte reges Interesse an der Ausbildung ihrer Kinder und beschrieb „Louischen“ oder „Görgen“, wie Georg Ludwig im engsten Familienkreis genannt wurde, in Briefen als verantwortungsvoll und gewissenhaft, der seinen Geschwistern zum Vorbild diene, allerdings sei er geistig schwerfällig und phlegmatisch. Neben der Mutter spielte das Kindermädchen Anna Katharina von Offen in den ersten Lebensjahren des Prinzen eine wichtige Rolle. Durch seinen Prinzenerzieher Franz Ernst von Platen und den Hofmeister Johann von dem Bussche erhielt Georg Ludwig eine zeitgemäße Fürstenausbildung und legte großen Lerneifer an den Tag. Neben evangelisch-lutherischem Religionsunterricht – Religionsfragen waren innerhalb der Familie von untergeordneter Bedeutung – erhielt er Geschichts- und Geografieunterricht, wurde im Reiten sowie der Jagd unterwiesen. Der Prinz zeigte früh einen Hang zum Soldatischen, woraufhin sein Vater ihm von ausgesuchten Offizieren militärische Tugenden vermitteln und ihn ins Militärhandwerk einführen ließ. Der Erwerb von Fremdsprachen (Latein, Französisch und etwas Niederländisch) vervollständigte das Ausbildungsprogramm.
Aufgrund des Bündnisses seines politisch ambitionierten Vaters mit Kaiser Leopold I. sammelte Georg Ludwig bereits im Alter von vierzehn Jahren während des Holländischen Krieges gegen Frankreich erste Kriegserfahrungen, indem er 1675 an der Mosel in der Schlacht an der Konzer Brücke (11. August 1675) kämpfte. An der Seite seines jüngeren Bruders Friedrich August kämpfte er in der Schlacht am Kahlenberg (12. September 1683) und im Rahmen des Großen Türkenkrieges nahm er am anschließenden Feldzug in Ungarn (1684/85) teil. Georg Ludwig erwarb sich einen Ruf als verantwortungsvoller, besonnener Offizier, der wagemutige Einsätze ablehnte und das Leben seiner Soldaten nach Möglichkeit schonte. Als sich seine Truppen in der Schlacht bei Neerwinden nicht gut geschlagen hatten, lehnte er es beispielsweise ab, zur Kollektivstrafe jeden zehnten Mann erschießen zu lassen. Während des Pfälzischen Erbfolgekrieges zog Georg Ludwig auf dem niederländischen Kriegsschauplatz erneut gegen Frankreich ins Feld (1690–1693) und machte in dieser Zeit die Bekanntschaft des englischen Heerführers John Churchill, 1. Duke of Marlborough.
Zentrales Ziel seines Vaters, seit 1679 zusätzlich Herrscher im Fürstentum Calenberg, war der Erwerb der Kurfürstenwürde für sein calenbergisches Haus und eine Beendigung der Zersplitterung der welfischen Besitztümer. Daher proklamierte er 1683, gegen den Widerstand seiner jüngeren Söhne, für seine Erblande das Recht der Primogenitur, was eine Voraussetzung für die Erlangung der Kurwürde war. Gemäß dieser Regelung wurde Georg Ludwig alleiniger Erbe der welfischen Fürstentümer Calenberg und Grubenhagen, durch einen Erbschaftsvertrag mit seinem Bruder Georg Wilhelm war zudem sichergestellt, dass nach dessen Tod das Fürstentum Lüneburg ebenfalls an die in Hannover residierenden Welfen fallen sollte. Die seit 1689 zwischen Ernst August und dem Kaiser geführten Verhandlungen mündeten 1692 schließlich in die Schaffung einer neuen, neunten Kurwürde des Heiligen Römischen Reiches, mit der Ernst August belehnt wurde.

## Ehe und Nachkommen

Sophie Dorothea mit ihren Kindern Georg August und Sophie Dorothea

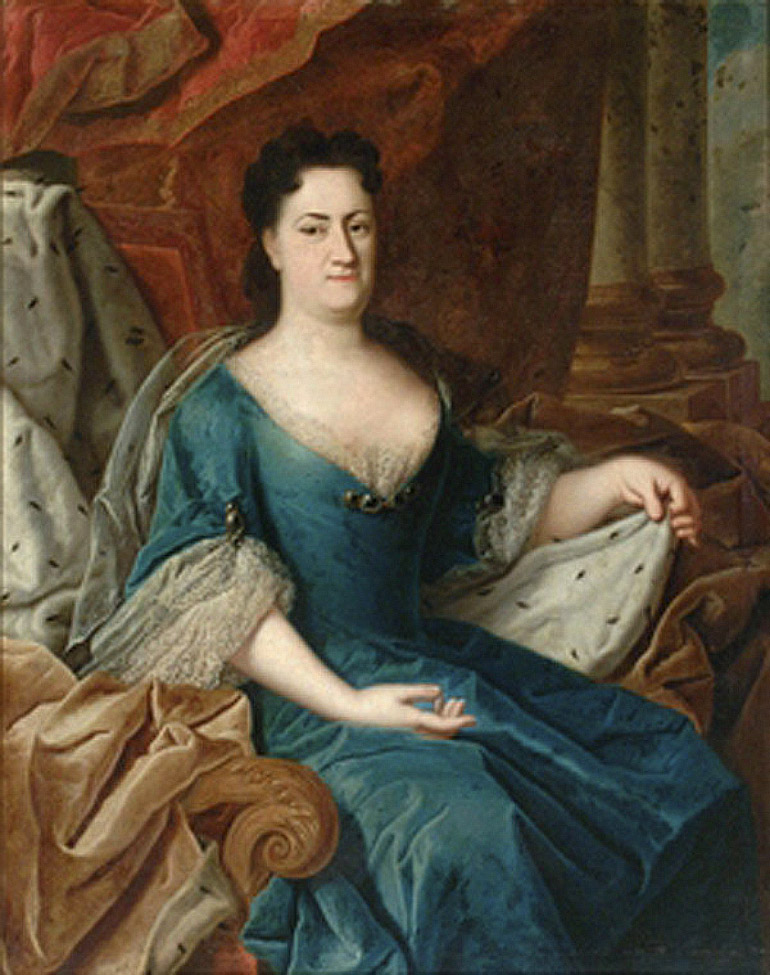
Melusine von der Schulenburg

Auf Betreiben seiner Mutter weilte Georg Ludwig 1680/81 einige Monate zu einem Verwandtschaftsbesuch am englischen Königshof. Sophie von der Pfalz wollte eine Heirat ihres Sohnes mit Prinzessin Anne Stuart, Tochter Jakobs II. und der Anne Hyde, arrangieren (vgl. Hauptartikel Heiratspolitik), doch die beiden Heiratskandidaten konnten sich nicht für einander erwärmen. Zu jener Zeit pflegte Georg Ludwig eine Beziehung zu seiner Mätresse Catharina Maria von Meysenbug, der späteren Gemahlin eines hannoverschen Hofbeamten.
Zur Absicherung des vertraglich vereinbarten Erbanspruchs der Calenberger Linie auf das Fürstentum Lüneburg wurde Georg Ludwig am 18. November 1682 auf Schloss Celle mit seiner Cousine Sophie Dorothea vermählt. Sie war die einzige Tochter seines Onkels Georg Wilhelm von Braunschweig-Lüneburg und dessen Gemahlin Eleonore d’Olbreuse.
Aus der Verbindung gingen zwei Nachkommen hervor:
- Georg August (1683–1760), als Georg II. König von Großbritannien ⚭ Caroline von Brandenburg-Ansbach
- Sophie Dorothea (1687–1757) ⚭ Friedrich Wilhelm I. von Preußen

Die unter rein dynastischen Gesichtspunkten geschlossene Ehe galt infolge der charakterlichen Unvereinbarkeit der Partner als zerrüttet, die Geburt der Kinder führte zur endgültigen Entfremdung. Sophie von der Pfalz schrieb dazu: „Die Heirat interessiert ihn wenig, aber zehntausend Taler haben ihn überzeugt, wie sie wohl auch jeden anderen überzeugt hätten.“ Ab 1691 wandte sich Georg Ludwig seiner Mätresse Melusine von der Schulenburg zu, Sophie Dorothea ging 1692 eine außereheliche Beziehung mit dem Offizier Philipp Christoph von Königsmarck ein, der am Hof ihres Vaters als Page aufgewachsen war. Durch die Hofdame Clara Elisabeth von Platen, geb. von Meysenbug, die Mätresse des Kurfürsten Ernst August, wurde die Affäre zwischen Sophie Dorothea und Graf Königsmarck am hannoverschen Hof publik. Aus Sorge um die Staatsräson und das Ansehen der Dynastie entwickelte sich aus der heimlichen Beziehung eine Staatsaffäre. Während in Fürstenhäusern Männern durchaus Mätressen zugestanden wurden, gefährdeten außereheliche Beziehungen fürstlicher Ehefrauen die Legitimität der Dynastie im Fall, dass sie Kinder gebaren.
Königsmarck verschwand am 1. Juli 1694 und die Vermutung liegt nahe, dass er auf Veranlassung des Kurfürsten Ernst August oder Georg Ludwigs ermordet worden war. Offiziell gilt er bis heute als vermisst, der wahre Sachverhalt wurde nicht abschließend geklärt. Zur Wiederherstellung seiner persönlichen Ehre verlangte Georg Ludwig die Scheidung von seiner Frau, die am 28. Dezember 1694 offiziell vollzogen wurde. Sophie Dorothea wurde wegen böswilligen Verlassens ihres Ehemannes zum allein schuldigen Teil erklärt und auf dessen Befehl auf Schloss Ahlden verbannt. Eine neue Ehe wurde ihr untersagt, ihre Kinder durfte sie nicht mehr wiedersehen. Sie erhielt eine regelmäßige Apanage und einen kleinen Hofstaat, durfte das Schloss jedoch nur zu überwachten Ausritten verlassen. Die Bedingungen waren wohl nicht zu hart, zumal sie auf politischen Überlegungen, nicht auf Rachsucht Georg Ludwigs beruhten. Sophie Dorothea verstarb am 13. November 1726 an ihrem Verbannungsort. Als Georg Ludwig ihre Todesnachricht erhielt, untersagte er ausdrücklich jegliche Trauerbekundung in Hannover.
Obwohl durch die Scheidung dazu legitimiert, strebte Georg Ludwig keine weitere Vermählung mehr an und lebte stattdessen mit seiner Mätresse Melusine von der Schulenburg, die offiziell dem Gefolge seiner Mutter angehörte. Das Paar hatte drei außereheliche Töchter, die am Hof als „Nichten“ Melusines bezeichnet wurden. Die Töchter erhielten auf Anordnung des Kurfürsten in der Erziehung die gleiche materielle Ausstattung und Wertschätzung wie seine ehelichen Nachkommen.
Aus der Verbindung Georg Ludwigs mit Melusine von der Schulenburg gingen drei uneheliche Nachkommen hervor:
- Anna Luise (1692–1773), Gräfin von Delitz ⚭ Ernst August von dem Bussche-Ippenburg
- Melusina (1693–1778), Countess of Walsingham ⚭ Philip Stanhope, 4. Earl of Chesterfield
- Margarethe Gertrud (1701–1728), Gräfin von Oeynhausen ⚭ Albrecht Wolfgang zu Schaumburg-Lippe

## Kurfürst in Hannover

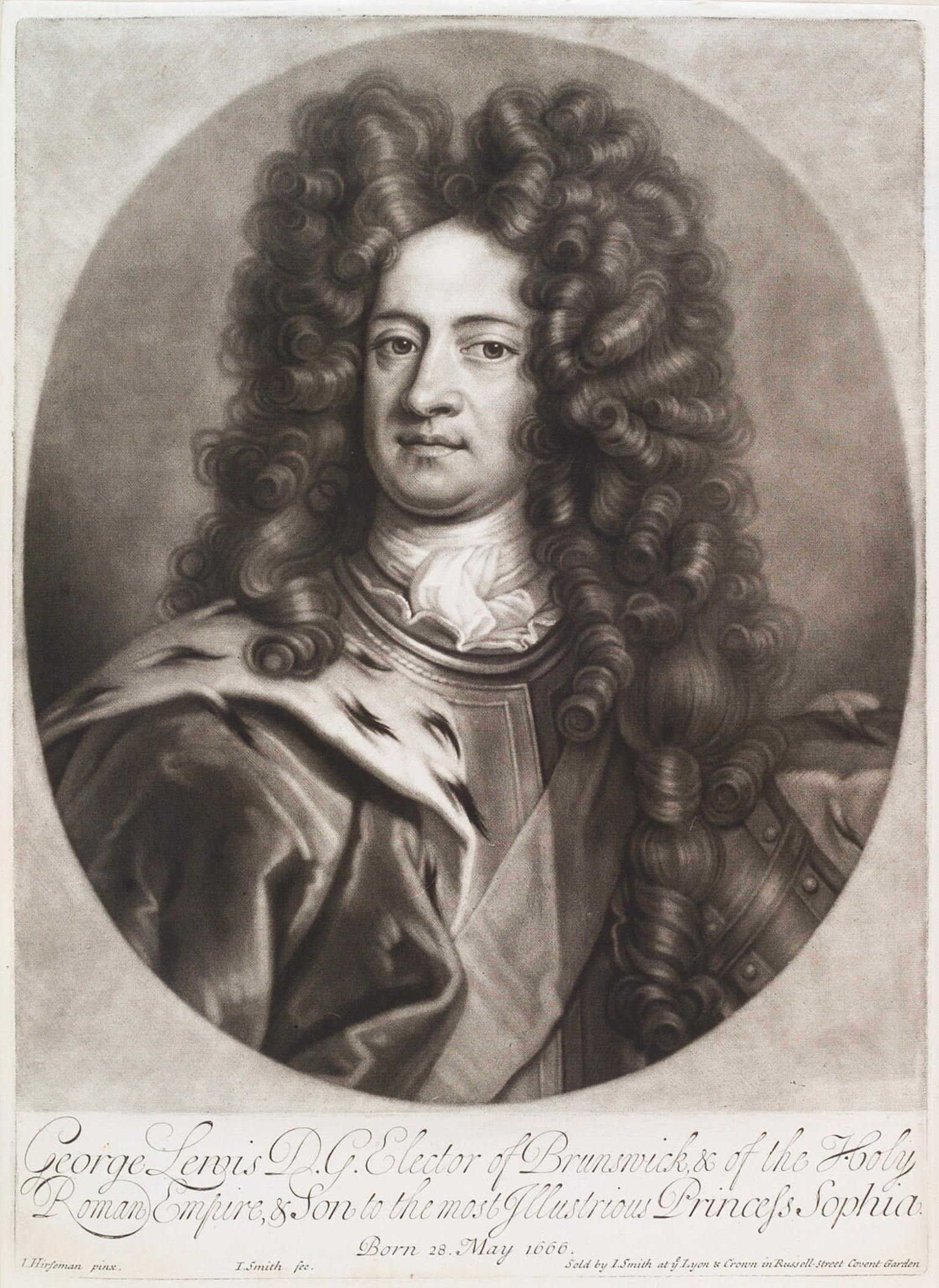
Kurfürst Georg Ludwig (um 1706)

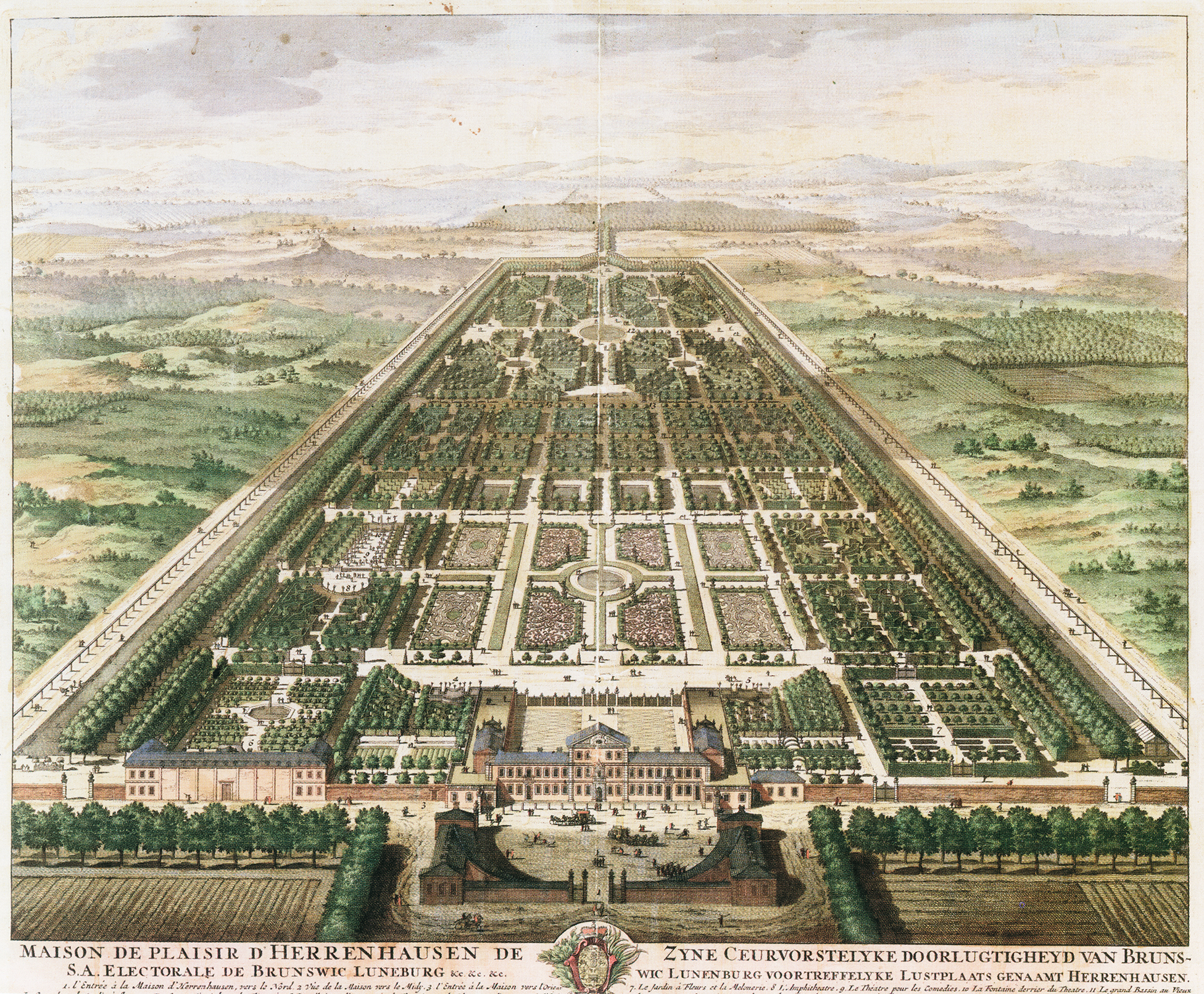
Der Große Garten des Schlosses Herrenhausen (ca. 1708)

Durch das Primogeniturgesetz von 1683 war Georg Ludwig, gegen den Widerstand seiner jüngeren Brüder, vom Vater zum alleinigen Nachfolger bestimmt worden. Mit dessen Tod am 23. Januar 1698 erbte er somit die Kurwürde der Herzogtums Braunschweig-Lüneburg (auch „Kurfürstentum Hannover“ oder „Kurhannover“ bezeichnet), mit Ausnahme des Hochstifts Osnabrück.
Als regierender Kurfürst zeichnete sich Georg Ludwig durch eine zurückhaltende Lebensführung aus und verzichtete entgegen dem barocken Zeitgeist bewusst auf Prunk und Luxusreisen. Das Opernhaus in Hannover ließ er aus Kostengründen schließen und begnügte sich stattdessen mit einer Hofkapelle. Der als sparsam geltende Kurfürst achtete auf eine ausgeglichene Haushaltsführung und begann seine Herrschaft mit einschneidenden Sparmaßnahmen, wodurch die Grundlage für die finanzielle Konsolidierung des hannoverschen Staatsgebildes geschaffen wurde. Eine Haltung, die ihm bisweilen als Geiz ausgelegt wurde. Georg Ludwig sorgte für eine geordnete und straffe Verwaltung, die bedeutende Geldmittel für politische Ziele freistellte, wie etwa die Anerkennung der umstrittenen Kurwürde Hannovers im Jahr 1710 durch den Reichstag. Der Kurfürst galt als Staatsmann der pragmatischen Art, der sich durch eine besonnene, nüchterne Realpolitik auszeichnete. Unter seiner Regierung erreichte Georg Ludwig die territoriale Abrundung seines Herrschaftsgebietes durch den Erbfall des Fürstentums Lüneburg-Celle (1705), die pfandweise Übernahme der Grafschaft Delmenhorst (1711) sowie den Erwerb der Herzogtümer Bremen und Verden (1715).
Entgegen den Beschlüssen des Friedens von Rijswijk rüstete der Kurfürst sein stehendes Heer auf fast 13.000 Soldaten auf (1705). Als die hannoverschen Truppen um die Regimenter des Fürstentums Lüneburg-Celle erweitert wurden, wuchs es auf eine Stärke von 22.000 Mann an und war eines der größten Heere des Reiches. Hinter Brandenburg-Preußen erreichte Kurhannover zu Beginn des 18. Jahrhunderts eine regionale Vormachtstellung im nordwestdeutschen Raum und konnte als regionale Macht außenpolitisch in Erscheinung treten. Georg Ludwig schloss sich 1703 der antifranzösischen Haager Großen Allianz, einem Bündnis zwischen Kaiser Leopold I., der Republik der Vereinigten Niederlande und England, an und beteiligte sich aktiv am Spanischen Erbfolgekrieg (1701–1714). Parallel unterstützte Hannover das Schwedische Reich gegen Russland während des Großen Nordischen Krieges.
Während des Spanischen Erbfolgekrieges brachten seine Erfahrung und Fähigkeiten als Militärstratege Georg Ludwig im September 1707 den Oberbefehl über die Reichsarmee am Oberrhein ein. Zunächst gelang es ihm, die französischen Truppen vollständig hinter den Rhein zurückzudrängen, in der Folge verhielt er sich jedoch rein defensiv, ehe er 1709 aus dem aktiven Dienst ausschied.
Durch den französischen Architekten Louis Remy de la Fosse ließ Georg Ludwig den Großen Garten seiner hannoverschen Hauptresidenz Herrenhausen zu repräsentativen Zwecken großzügig ausbauen und sich in Göhrde, seinem bevorzugten Jagdrevier, ein Jagdschloss errichten. Im Sommer 1710 holte der Kurfürst den Komponisten Georg Friedrich Händel nach Hannover und ernannte diesen zum Hofkapellmeister. Zu dem Universalgelehrten Gottfried Wilhelm Leibniz, einem engen Vertrauten seiner Mutter und regelmäßigen Gast am Hof, pflegte der als nüchtern beschriebene Georg Ludwig zeitlebens ein distanziertes Verhältnis.

## König in Großbritannien

### Act of Settlement

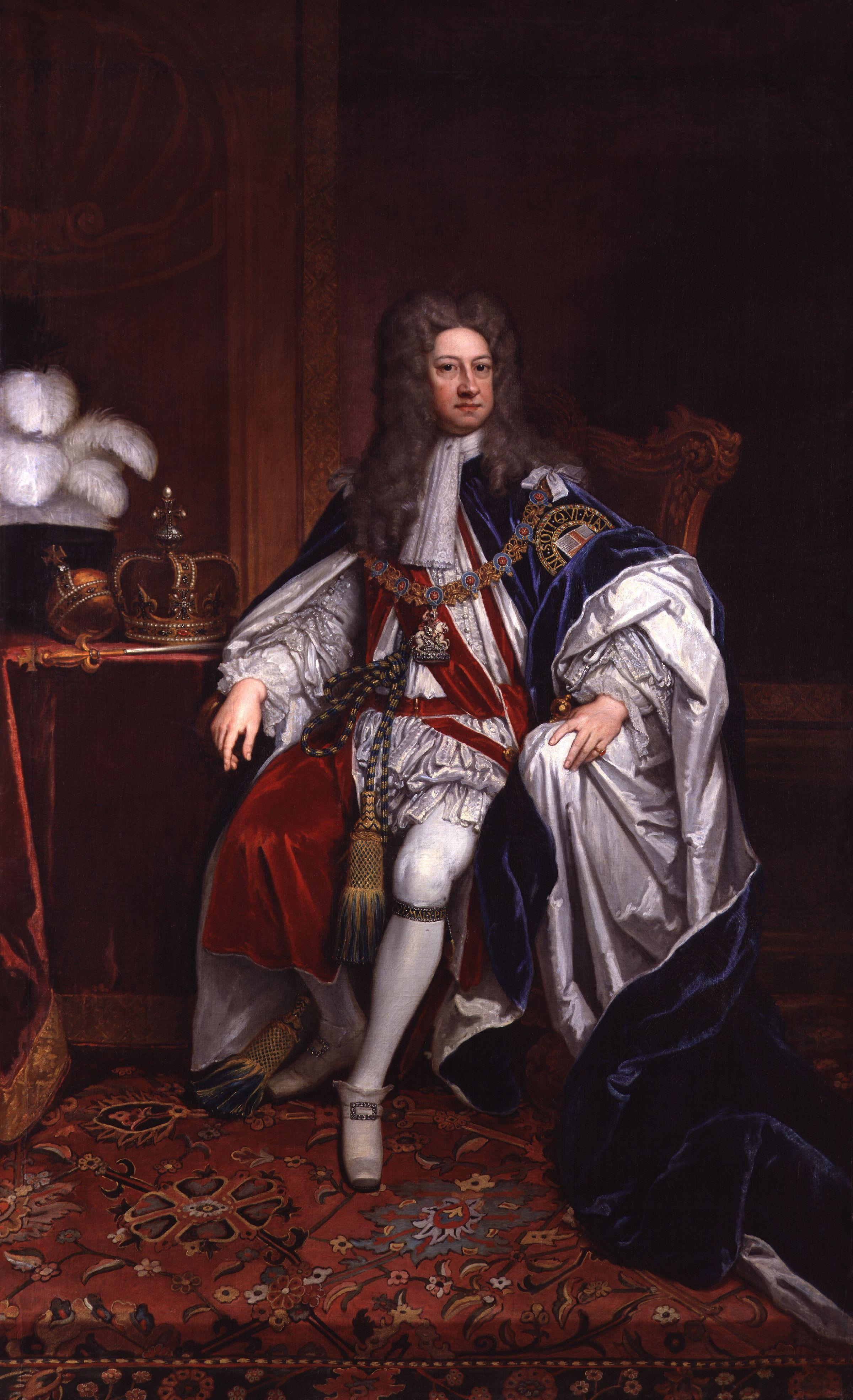
Georg Ludwig in der Robe des Hosenbandordens (gemalt von Godfrey Kneller)

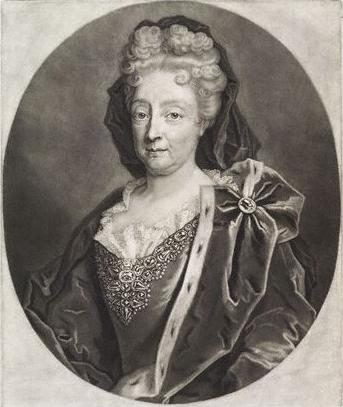
Sophie von der Pfalz um 1706

Mit dem Act of Settlement verabschiedete das englische Parlament am 22. Juni 1701 die Grundlage der protestantischen Thronfolge im Königreich England. Unter Umgehung der bis dahin gültigen Erbfolgelinie schloss das Gesetz insgesamt 56 Katholiken von der Thronfolge aus und erkannte den Erbanspruch Sophies von der Pfalz und ihrer Nachkommen auf die englische Krone an. Sophie war eine Tochter der Elisabeth Stuart und die nächste lebende protestantische Verwandte des englischen Königshauses. Am 15. August 1701 reiste eine Abordnung des englischen Parlaments, unter Leitung des Earl of Macclesfield, nach Hannover und überreichte Sophie feierlich die Sukzessionsurkunde. Im Namen Wilhelms III. wurde Georg Ludwig durch Macclesfield in den Hosenbandorden eingeführt. Nach dem Tod des kinderlosen Wilhelm III. folgte ihm Königin Anne 1702 auf den Thron, die selbst ohne überlebende Nachkommen war, weshalb Sophie designierte Thronanwärterin (Heiress Presumptive) der Tochter ihres Cousins Jakob II. wurde, der selbst 1689 als König abgesetzt worden war, nachdem ihm in zweiter Ehe ein katholischer Thronfolger geboren worden war.
Georg Ludwig, aufgrund des fortgeschrittenen Alters seiner 71-jährigen Mutter mit guten Aussichten auf die englische Königswürde, zeigte sich in der Frage der Thronfolge zurückhaltend. Den ihm angebotenen Titel eines Duke of York lehnte er ab, ebenso übernahm er keine aktive Rolle in der englischen Innenpolitik oder unterstützte die welfenfreundliche Partei der Whigs. In England herrschte ein Klima der Skepsis gegenüber den Welfen. Nach ihrer Thronbesteigung betrachtete Königin Anne die Verwandtschaft aus Hannover mit Argwohn und verweigerte ihnen die Einreise, eine Apanage oder das Recht, einen Landsitz nehmen zu dürfen. Anne hätte es vorgezogen, dass die Thronnachfolge ihrem katholischen Vater Jakob und dessen Nachkommen zugesprochen worden wäre. Aus Einsicht in die Notwendigkeit einer protestantischen Nachfolge fand sie sich mit den Bestimmungen des Act of Settlement ab. Da die kränkelnde Queen jedoch von streitenden politischen Parteien hin- und hergerissen und selbst von ihrer engsten Freundin, der Herzogin von Marlborough, respektlos behandelt wurde, fürchtete sie, dass die Anwesenheit eines Nachfolgers ihre Autorität endgültig untergraben könnte.
Zu diesem Zeitpunkt war das Königreich Schottland de iure unabhängig, jedoch durch Personalunion mit England verbunden. Das englische Parlament hatte ohne Zustimmung der Estates of Scotland die Thronfolge geändert, worauf dieses 1704 den Act of Security verabschiedete: Sollte Anne ohne Nachkommen sterben, würde das schottische Parlament aus den Abkömmlingen der schottischen Könige einen protestantischen Nachfolger wählen. Nur wenn bestimmte wirtschaftliche, politische und religiöse Bedingungen erfüllt wurden, würde es auch den englischen Nachfolger akzeptieren. Nach der Zurückweisung der Vorlage durch den Generalgouverneur drohten die Schotten, keine Steuern mehr zu erheben und die schottischen Heeresteile aus dem Spanischen Erbfolgekrieg abzuziehen. Das englische Parlament antwortete 1705 mit dem Alien Act, der zahlreiche Beschränkungen der schottischen Wirtschaft vorsah. Schließlich stimmte das schottische Parlament 1707 dem Act of Union zu, wodurch sich England und Schottland zum Königreich Großbritannien zusammenschlossen.

### Thronbesteigung

Britisch-hannoversches Königswappen (1714–1801)

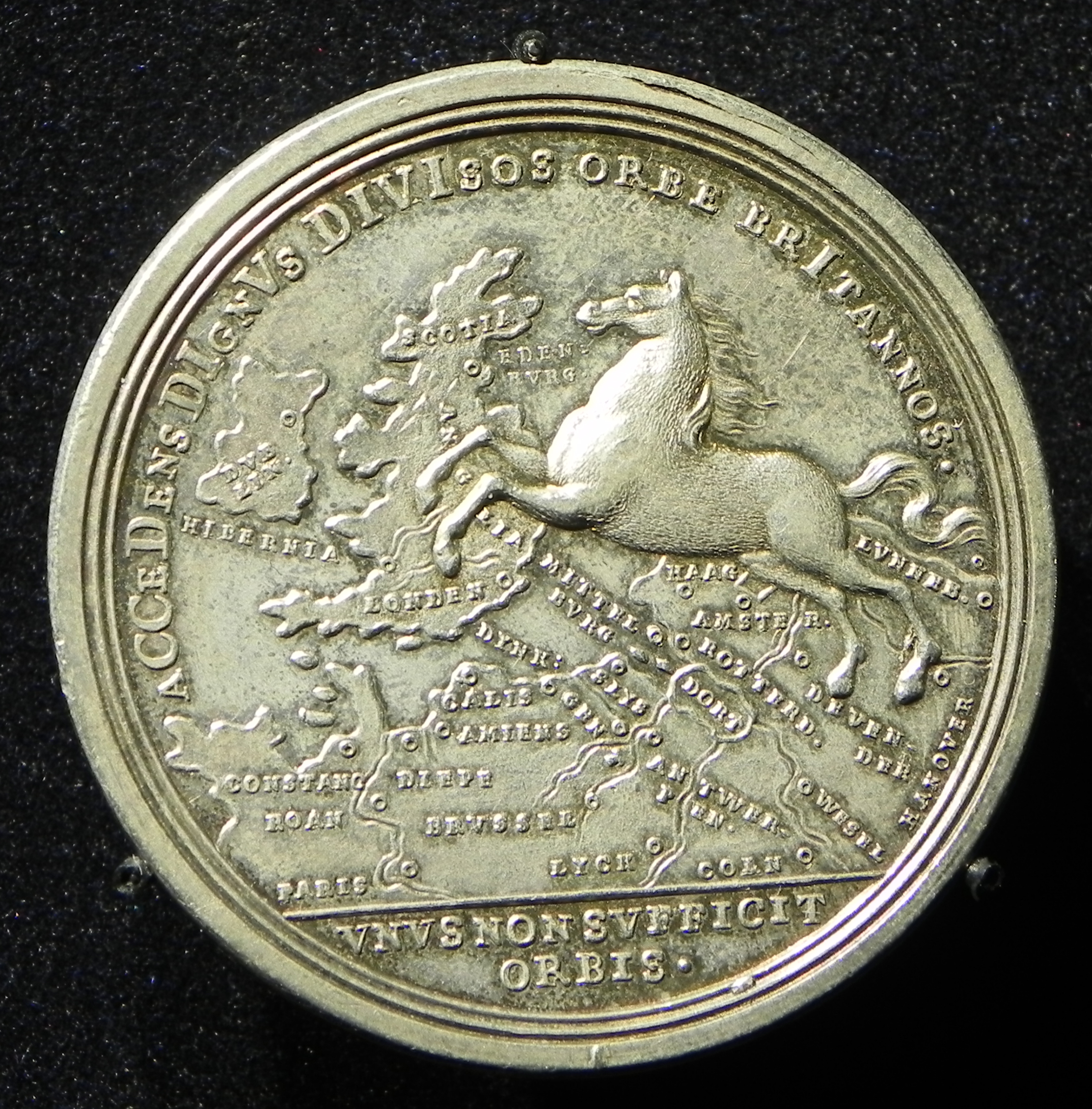
Medaille auf den Regierungsantritt des Kurfürsten Georg Ludwig von Hannover als König Georg I. von Großbritannien und Irland

Mit dem Ableben seiner 83-jährigen Mutter am 8. Juni 1714 und dem Tod der erst 49-jährigen britischen Königin Anne ohne lebende Nachkommen am 1. August 1714 fiel die Königswürde gemäß den Bestimmungen des Act of Settlement an den 54-jährigen Georg Ludwig, den nächsten protestantischen Verwandten der verstorbenen Monarchin. Damit endete die Herrschaft des Hauses Stuart und ging auf das neu begründete Haus Hannover (House of Hanover oder The Hanoverians) über.
Entgegen den Bitten der Regierung und des Parlaments reiste der neue König nicht umgehend nach Großbritannien, sondern regelte zunächst die Übergabe der Amtsgeschäfte des Kurfürstentums. Für die zu erwartende Zeit seiner Abwesenheit übertrug Georg Ludwig die Entscheidungsgewalt auf Geheime Räte und sicherte sich ein Veto in sämtlichen Belangen. Mit großem Gefolge, dem neben seinem Sohn nahezu der gesamte Hofstaat sowie seine Mätresse Melusine von der Schulenburg und seine uneheliche Halbschwester Sophia Charlotte von Platen-Hallermund angehörten, verließ Georg Ludwig am 16. September 1714 Hannover. Der Tross erreichte am 20. September Den Haag, am 27. September setzte er an Bord der Staatsyacht Peregrine, die von sechs Begleit- und 19 Kriegsschiffen eskortiert wurde, nach Großbritannien über. Am 1. Oktober wurde der neue König im Hafen von Greenwich feierlich durch zahlreiche Honoratioren empfangen und nach London geleitet, wo Georg im St James’s Palace seine offizielle Residenz bezog, nachdem der Palace of Whitehall 1698 abgebrannt war. Als damals zeitgemäße ländliche Residenzen außerhalb der Stadt standen ihm Kensington Palace und Hampton Court Palace zur Verfügung, während das alte Windsor Castle etwas aus der Mode gekommen war.
Durch den Erzbischof von Canterbury wurde er am 20. Oktober in der Westminster Abbey mit der Edwardskrone zu Georg I. gekrönt. Den Abschluss bildete das Krönungsmahl mit den höchsten Repräsentanten des Reiches in der Westminster Hall.
Als König war der Lutheraner Georg automatisch weltliches Oberhaupt der anglikanischen Staatskirche (Church of England), eine Praxis, die bis zum letzten Hannoveraner auf dem britischen Thron, Wilhelm IV., beibehalten wurde, allerdings zunächst Befremden bei den Anglikanern auslöste, zumal lutherische Hofgeistliche aus Deutschland mitgebracht wurden.
Georg zog mit seinem gesamten hannoverschen Hof um, samt Anhang wie seiner Mätresse Melusine, die sehr bald zur Herzogin von Kendal erhoben wurde. Außerdem auch Gräfin Kielmannsegg, jene Tochter der Gräfin Platen, die wahrscheinlich eine Tochter von Kurfürst Ernst August und damit eine Halbschwester Georgs war und seitens ihrer Mutter dem Grafen Königsmarck als Gemahlin angeboten wurde. Seine deutsche Entourage und insbesondere seine Beziehungen zu Frauen machten den König auf der Insel zur Zielscheibe einer ganzen Reihe von Spottliedern wie etwa Cam Ye O’er Frae France.
Der neue König lebte hauptsächlich in Großbritannien, kehrte jedoch zu wiederholten Besuchen nach Hannover zurück. Während seiner Abwesenheit wurde die königliche Macht entweder seinem Sohn Georg August, dem Prince of Wales, übertragen oder einem „Komitee der Wächter und Richter des Königreiches“ (Committee of Guardians and Justices of the Kingdom). Auch wenn er in Großbritannien weilte, verlor der König nie aus den Augen, dass er weiterhin zugleich Kurfürst von Hannover blieb. Während er in Großbritannien eine parlamentarische Monarchie regierte, in der er hauptsächlich über Personalentscheidungen Einfluss ausübte, bei Gesetzen und weitreichenden Entscheidungen aber vom Parlament des Vereinigten Königreichs abhängig war, blieb er in Hannover ein absoluter Monarch.
Obwohl erwiesen ist, dass Georg I. neben Deutsch vier Fremdsprachen beherrschte (Latein, Französisch, Italienisch und auch leidlich Englisch), hält sich bis heute hartnäckig die Behauptung, er habe nur Deutsch gesprochen und kaum ein Wort Englisch verstanden. In der Tat verwandte Georg das Englische sparsam, was unter anderem mit einer gewissen Schüchternheit erklärt wird. Die wichtigste Korrespondenz, auch mit seinen deutschen kurfürstlichen Beamten, führte er auf Französisch.
1715, nicht einmal ein Jahr nach der Thronbesteigung, brach der erste Aufstand der Jakobiten aus. Das Ziel der Aufständischen war es, Georg zu stürzen und stattdessen Annes katholischen Halbbruder James Francis Edward Stuart als König „Jakob III.“ einzusetzen. Der „Alte Prätendent“ (Old Pretender), wie er von den Engländern genannt wurde, zettelte in Schottland einen Aufstand an, wo die Unterstützung für die Jakobiten weitaus größer war als in England. John Erskine, ein schottischer Adliger, der einst die Glorious Revolution unterstützt hatte, führte die Rebellen an. Nach mehreren verlorenen Schlachten flohen Erskine und Stuart im Februar 1716 nach Frankreich. Die britische Regierung ging hart gegen die Rebellen vor; die Gefangenen wurden exekutiert oder als Sklaven in die Kolonien gebracht. Zahlreiche schottische Adelsfamilien büßten ihre Ländereien ein.
Viele Mitglieder der Tory-Partei hatten mit den Jakobiten sympathisiert. Für die Tories, die sich vor allem zur Church of England bekannten, waren Lutheraner kaum weniger andersgläubig als Katholiken. Georg misstraute den Tories und stellte sicher, dass die den protestantischen Minderheitskonfessionen zuneigenden Whigs an Einfluss gewannen, nachdem sie zuvor durch ihre langjährige Unterstützung des spanischen Erbfolgekriegs an Popularität verloren hatten. Die Dominanz der Whigs im Parlament wurde danach derart groß, dass es über ein halbes Jahrhundert dauern sollte, bis die Tories wieder an die Macht gelangten.

### Krieg und Aufstand

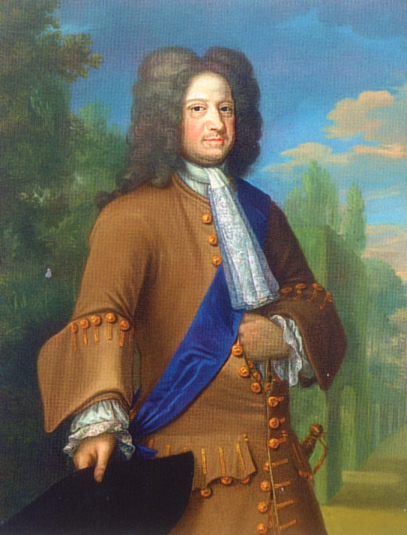
Der König um 1715

Nach der Thronbesteigung verschlechterte sich das Verhältnis des Königs zu seinem Sohn Georg August zusehends. Der Prince of Wales war stets darauf bedacht, die Opposition zu seinem Vater zu unterstützen. Leicester House, die Residenz des Prinzen in London, wurde zu einem Treffpunkt der politischen Gegner des Königs, darunter Robert Walpole und Viscount Townshend. Nachdem Schwiegertochter Caroline von Ansbach im Jahr 1717 Enkel Georg Wilhelm zur Welt gebracht hatte, brach bei der Taufe ein Familienstreit aus. Der Prince of Wales bestand auf den Taufpaten seiner Wahl, doch der König wählte einen anderen aus. Nachdem der König in aller Öffentlichkeit von seinem Sohn wüst beschimpft worden war, stellte er ihn für kurze Zeit unter Arrest, verbannte ihn aus dem St James’s Palace, der königlichen Residenz und schloss ihn von allen öffentlichen Zeremonien aus. Robert Walpole erreichte zwar 1720, dass sich Vater und Sohn aussöhnten, doch das Verhältnis zueinander war nie mehr freundschaftlich.
Während seiner ersten Herrschaftsjahre spielte Georg I. eine aktive Rolle in der britischen Außenpolitik. 1717 war er maßgeblich an der Bildung der Dreierallianz beteiligt, einem antispanischen Bund bestehend aus Großbritannien, Frankreich und der Republik der Sieben Vereinigten Niederlande. 1718 trat auch das Heilige Römische Reich dem Bündnis bei, das zur Quadrupelallianz wurde. Der nachfolgende Krieg der Quadrupelallianz begann, als Philipp von Anjou nach dem Tod Ludwigs XIV. erneut Anspruch auf den französischen Thron erhob, womit er den Frieden von Utrecht missachtete. Doch als selbst die Franzosen gegen die Truppen des spanischen Königs kämpften, nahm der Krieg ein rasches Ende und beide Königshäuser blieben getrennt.
Im Jahr 1719 wurde Georg I. mit einem zweiten Aufstand der Jakobiten konfrontiert. James Francis Edward Stuart wollte mit spanischer Unterstützung wieder auf den britischen Thron gelangen. Doch wegen stürmischer See gelangten nur gerade dreihundert spanische Soldaten nach Schottland. Der Prätendent richtete im Eilean Donan Castle an der Westküste eine Gegenregierung ein, doch das Schloss wurde wenig später von britischen Fregatten zerstört. Danach konnte der Prätendent nur etwa tausend schottische Soldaten anwerben, die aber schlecht ausgerüstet und gegen die britische Artillerie chancenlos waren. Die Schotten flüchteten in die Highlands und die Spanier ergaben sich. Letztlich stellte dieser Aufstand keine ernsthafte Bedrohung für den König dar.

### Zunehmender Machtverlust
Als im Jahr 1717 die Whigs an die Macht gelangten, waren Robert Walpole, Viscount Townshend, Earl Stanhope und der Earl of Sunderland Georgs wichtigste Minister. Im selben Jahr traten Townshend und Walpole zurück; Stanhope übernahm eine führende Rolle in der Außenpolitik, Sunderland hingegen in der Innenpolitik.
1719 begann Sunderlands Macht zurückzugehen. Er legte einen Gesetzesentwurf vor, mit dem die Größe des House of Lords (mehrheitlich aus Tory-Aristokraten bestehend) reduziert werden sollte; das Gesetz wurde aber abgelehnt. Ein noch größeres Problem war die Südseeblase. Die South Sea Company bot an, knapp 31 Millionen Pfund der britischen Staatsschulden umzuwandeln. Damals war es aufgrund unrealistischer Einschränkungen extrem schwierig, mit Staatsanleihen zu handeln. Beispielsweise war es nicht möglich, bestimmte Anleihen abzuzahlen, solange der Schuldner noch lebte. Jede Anleihe repräsentierte eine sehr große Summe und konnte nicht aufgeteilt und verkauft werden. Aus diesem Grund machte die South Sea Company den Vorschlag, hochverzinsliche und nicht einlösbare Anleihen in tiefverzinsliche und leicht handelbare Anleihen umzuwandeln. Die Gesellschaft bestach Stanhope, damit dieser ihren Plan unterstützte; auch durch Sutherland wurde sie unterstützt. Der Wert der Gesellschaft stieg rasant an. Betrug der Preis einer Aktie im Januar 1720 noch 128 Pfund, so waren sie im August bereits 1000 Pfund wert. Unkontrollierte Verkäufe führten jedoch zu einem Kurssturz auf 150 Pfund Ende September. Viele Anleger, darunter auch Aristokraten, waren völlig ruiniert.
Die Südseeblase führte dazu, dass Georg I. und seine Minister äußerst unbeliebt wurden. Lord Stanhope starb und Lord Sunderland trat 1721 zurück; dadurch ermöglichte er den Aufstieg von Robert Walpole. Dieser war zuerst faktisch erster Premierminister Großbritanniens. Dieser Titel wurde 1730 auch formell anerkannt; zuvor war Walpole offiziell Erster Schatzkanzler. Walpoles Bewältigung der Krise war so wirkungsvoll, dass ein offener Konflikt zwischen dem König und dem House of Commons abgewendet werden konnte.
Mittels Bestechung stärkte Walpole seinen Einfluss im House of Commons. Er bat Georg darum, einen neuen Ritterorden zu gründen, den Order of the Bath. Walpole belohnte seine politischen Freunde, indem er ihnen die Mitgliedschaft in dieser prestigeträchtigen Organisation anbot. Walpole erlangte dadurch eine große Macht. Er kontrollierte die Regierung, nicht etwa der König. Walpole konnte Minister nach Belieben einsetzen oder entlassen. Georg nahm nicht einmal an den Sitzungen des Kabinetts teil, nur in der Außenpolitik übte er einen gewissen Einfluss aus. Einige von Georgs Nachfahren, insbesondere sein Urenkel Georg III., waren bestrebt, die Machtbalance wieder zugunsten des Königshauses zu verschieben, letztlich jedoch ohne Erfolg.
1727 wollte Georg zum sechsten (und letzten) Mal seine Heimat Hannover besuchen, doch auf dem Weg dorthin erlitt er zwischen Delden und Nordhorn in der Kutsche einen Schlaganfall und wurde noch etwa 90 km weiter transportiert, in die Residenz seines Bruders Ernst August, das Schloss Osnabrück, den Ort seiner Kindheit, wo er am 11. Junijul. / 22. Juni 1727greg. starb. Er wurde in der Kapelle des Leineschlosses in Hannover beigesetzt.
Nach dem Zweiten Weltkrieg wurde sein Sarkophag in das Welfenmausoleum im Berggarten in Herrenhausen überführt.
Georgs Sohn trat als Georg II. die Nachfolge an.

## Titel
- 28. Mai 1660 – 18. Dezember 1679: Seine Hoheit Herzog Georg Ludwig von Braunschweig-Lüneburg
- 18. Dezember 1679 – Oktober 1692: Seine Hoheit Erbprinz Georg Ludwig von Braunschweig-Lüneburg
- Oktober 1692 – 23. Januar 1698: Seine Durchlaucht Kurprinz Georg Ludwig von Hannover
- 23. Januar 1698 – 1. August 1714: Seine Durchlaucht Georg Ludwig, Erzbannerträger des Heiligen Römischen Reiches und Kurfürst, Herzog von Braunschweig-Lüneburg
- 1. August 1714 – 11. Juni 1727: Seine Majestät Georg I., von Gottes Gnaden König von Großbritannien, Frankreich und Irland, Verteidiger des Glaubens etc., Herzog von Braunschweig-Lüneburg, Erzbannerträger und Kurfürst des Heiligen Römischen Reiches

## Ahnentafel
| Ahnentafel König Georg I.  | Ahnentafel König Georg I.                                                                                   | Ahnentafel König Georg I.                                                                                   | Ahnentafel König Georg I.                                                                                   | Ahnentafel König Georg I.                                                                                   | Ahnentafel König Georg I.                                                                                   | Ahnentafel König Georg I.                                                                                   | Ahnentafel König Georg I.                                                                                   | Ahnentafel König Georg I.                                                                                   |
| -------------------------- | --- | --- | --- | --- | --- | --- | --- | --- |
| Urgroßeltern               | Herzog Wilhelm d. J. von Braunschweig-Lüneburg (1535–1592) ⚭ 1561 Dorothea von Dänemark (1546–1617)         | Herzog Wilhelm d. J. von Braunschweig-Lüneburg (1535–1592) ⚭ 1561 Dorothea von Dänemark (1546–1617)         | Landgraf Ludwig V. von Hessen-Darmstadt (1577–1626) ⚭ 1598 Madgalena von Brandenburg (1582–1616)            | Landgraf Ludwig V. von Hessen-Darmstadt (1577–1626) ⚭ 1598 Madgalena von Brandenburg (1582–1616)            | Kurfürst Friedrich IV. von der Pfalz (1574–1610) ⚭ 1593 Luise Juliana von Oranien-Nassau (1576–1644)        | Kurfürst Friedrich IV. von der Pfalz (1574–1610) ⚭ 1593 Luise Juliana von Oranien-Nassau (1576–1644)        | König Jakob I. (1566–1625) ⚭ 1589 Anna von Dänemark (1574–1619)                                             | König Jakob I. (1566–1625) ⚭ 1589 Anna von Dänemark (1574–1619)                                             |
| Großeltern                 | Herzog Georg von Braunschweig-Calenberg (1582–1641) ⚭ 1617 Anna Eleonore von Hessen-Darmstadt (1601–1659)   | Herzog Georg von Braunschweig-Calenberg (1582–1641) ⚭ 1617 Anna Eleonore von Hessen-Darmstadt (1601–1659)   | Herzog Georg von Braunschweig-Calenberg (1582–1641) ⚭ 1617 Anna Eleonore von Hessen-Darmstadt (1601–1659)   | Herzog Georg von Braunschweig-Calenberg (1582–1641) ⚭ 1617 Anna Eleonore von Hessen-Darmstadt (1601–1659)   | Kurfürst Friedrich V. von der Pfalz (1596–1632) „Winterkönig“ ⚭ 1612 Elisabeth Stuart (1596–1662)           | Kurfürst Friedrich V. von der Pfalz (1596–1632) „Winterkönig“ ⚭ 1612 Elisabeth Stuart (1596–1662)           | Kurfürst Friedrich V. von der Pfalz (1596–1632) „Winterkönig“ ⚭ 1612 Elisabeth Stuart (1596–1662)           | Kurfürst Friedrich V. von der Pfalz (1596–1632) „Winterkönig“ ⚭ 1612 Elisabeth Stuart (1596–1662)           |
| Eltern                     | Herzog/Kurfürst Ernst August von Braunschweig-Calenberg (1629–1698) ⚭ 1658 Sophie von der Pfalz (1630–1714) | Herzog/Kurfürst Ernst August von Braunschweig-Calenberg (1629–1698) ⚭ 1658 Sophie von der Pfalz (1630–1714) | Herzog/Kurfürst Ernst August von Braunschweig-Calenberg (1629–1698) ⚭ 1658 Sophie von der Pfalz (1630–1714) | Herzog/Kurfürst Ernst August von Braunschweig-Calenberg (1629–1698) ⚭ 1658 Sophie von der Pfalz (1630–1714) | Herzog/Kurfürst Ernst August von Braunschweig-Calenberg (1629–1698) ⚭ 1658 Sophie von der Pfalz (1630–1714) | Herzog/Kurfürst Ernst August von Braunschweig-Calenberg (1629–1698) ⚭ 1658 Sophie von der Pfalz (1630–1714) | Herzog/Kurfürst Ernst August von Braunschweig-Calenberg (1629–1698) ⚭ 1658 Sophie von der Pfalz (1630–1714) | Herzog/Kurfürst Ernst August von Braunschweig-Calenberg (1629–1698) ⚭ 1658 Sophie von der Pfalz (1630–1714) |
| König Georg I. (1660–1727) | | | | | | | | |

## Ehrungen
Nach Georg I. ist das King George County in Virginia benannt.